# Leonardo Pinizzotto
Leonardo Pinizzotto, nacido el 14 de agosto de 1986 en Pisa, es un ciclista italiano ya retirado que fue profesional de 2010 a 2014.

## Palmarés
2011
- 1 etapa de la Vuelta a Marruecos

2013
- 1 etapa de la Boucle de l'Artois
- 1 etapa del Tour de Hokkaido

2014
- 1 etapa del Tour de Beauce

## Equipos
- Miche-Guerciotti (2010-2011)
- Nippo (2013)
- Amore & Vita-Selle SMP (2014)